# مطار بني عباس
مطار بني عباس هو مطار مخصص للاستخدام العام، يقع على بُعد كيلومترين (1.2 ميل) شرق مدينة بني عباس فيولاية بشار، الجزائر. وقد أُعيد تعبيد المدرج الرملي وساحة الوقوف بعد عام 2007.

جهاز المساعدة الملاحية الموجهة مع مقياس المسافة الخاص ببني عباس (رمزه: BBS) ومنارة التوجيه غير الاتجاهي (رمزها: BBS) يقعان في موقع المطار.